# Konstakademi
Konstakademi är en, ofta nationell eller regional, konstinstitution som har något olika inriktning, och styrda av olika intressen, i olika länder.
En konstakademi är primärt en autonom sammanslutning av konstutövare, konsthistoriker och andra personer som verkar inom konstvärlden. Föregångare till tidiga konstakademier, till exempel den italienska, år 1577 grundade, Accademia di San Luca i Rom, var de medeltida Lucasgillena, hantverkarskrån med namn efter målarnas skyddspatron, evangelisten Lukas.
Konstakademier har till uppgift att med olika insatser befrämja bildkonsten och dess utveckling, vilket i vissa fall innefattar konstskoleverksamhet, ibland också utbildning som huvudsaklig eller enda verksamhet. I många länder är därför begreppet konstakademi liktydigt med konstskola, eller konsthögskola. Också den svenska Kungliga Akademien för de fria konsterna har varit intimt förknippad med utbildning av bildkonstnärer och arkitekter ända fram till 1970-talet.
I Frankrike grundades Académie Royale de Peinture et de Sculpture 1648, vilken stått modell för andra konstakademier. Den slogs samman med andra akademier för dans och arkitektur1795 till Académie des Beaux-Arts och gavs rollen som landets centrala konstinstitution, med statens auktoritet i ryggen. Den svenska Konstakademien har som utbildningsorganisation sina rötter i Taravals Ritskola 1735. Akademien inrättades 1773 av Gustaf III och fick stadgar som akademi efter fransk modell för att bli samlingsplats för konstnärer och konstkännare. Den hade fram till 1970-talet som främsta uppgift att utbilda konstnärer och arkitekter.

## Exempel på nationellt baserade konstakademier
- Kungliga Akademien för de fria konsterna, inrättad 1773
- Royal Academy of Arts  i London, Storbritannien, grundad 1768
- Koninklijke Academie van Beeldende Kunsten, i Haag, Nederländerna, grundad 1692
- Académie des Beaux-Arts i Paris, Frankrike, bildad 1816 genom sammanslagning av tre akademier för bildkonst, musik och arkitektur